# 环保部
環保部，亦稱為環境保護部或環境部，是指主管環境保護事務的政府部門。

## 各国家和地区的環保部门
- 中华人民共和国生态环境部
- 中華民國環境部
- 香港特別行政區環境保護署
- 澳門特別行政區環境保護局
- 大韩民国环境部
- 美国国家环境保护局
- 德國聯邦環境、自然保育及核能安全部
- 日本环境省
- 立陶宛环境部
- 加拿大环境及气候变化部
- 马来西亚天然资源及环境气候变化部
- 俄罗斯联邦自然资源与环境保护部
- 挪威环境部
- 格鲁吉亚环境保护和农业部
- 澳洲气候变化、能源、环境和水部